# Vinarce
Vinarce (Servisch cyrillisch Винарце) is een plaats in de Servische gemeente Leskovac. De plaats telt 3090 inwoners (2002).